# Secularisme
|  | No s'ha de confondre amb secularitat. |

Estats seculars, laics o no-confessionals

Estats religiosos

El secularisme (de secular: 'mundà', 'terrenal', per oposició a espiritual) és la tendència a ignorar o negar els principis de la fe i la religió en la interpretació del món i de l'existència. En deriva el sistema moral laic (introduït vers el 1850 per George Jacob Holyoake) que interpreta i ordena la vida d'acord amb els principis de la raó, sense recórrer a la fe en Déu, i que propugna la separació entre el poder de l'estat i el de l'església (secularització).
Com a filosofia, el laïcisme pretén interpretar la vida a partir de principis derivats únicament del món material, sense recórrer a la religió. Desplaça el focus de la religió cap a les preocupacions "temporals" i materials.
Existeixen diferents tradicions seculars a occident, com els models francès, turc i anglosaxó, però també hi ha models a l'Índia, on l'èmfasi està més en la igualtat davant la llei i la neutralitat de l'Estat que en la separació de poders en general. Els propòsits i arguments en suport del secularisme varien àmpliament, des d'asseveracions que és un element crucial de la modernització, fins que la religió i els valors tradicionals són endarrerits i divisius, o fins a l'afirmació que és l'únic garant de l'exercici religiós lliure.

## Història

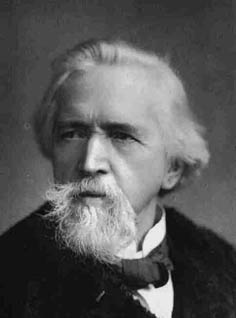
L'escriptor britànic George Holyoake (1817–1906) va utilitzar el terme "secularisme" el 1851.

El secularisme a la pràctica ha existit des de l'antiguitat. En societats com a l'antiga Grècia, es practicava un secularisme limitat en el qual la religió no participava en el govern, tot i que encara predominava a la vida pública.
A Europa, el secularisme va sorgir a principis del període modern. La religió va passar de ser la lent predominant a través de la qual s'interpretava la realitat a oferir només un enfocament explicatiu alternatiu.
El 1636, Roger Williams va fundar les Plantacions de Providence com un assentament amb total llibertat de religió, a l'actual Rhode Island. Les idees seculars van ser fortament desafiades pels líders religiosos i l'Església catòlica en particular, provocant una guerra cultural religiosa. Durant la revolució americana, Thomas Jefferson i James Madison van incorporar les idees de John Locke al govern dels Estats Units, inclòs el seu secularisme, encara que no es va aconseguir un veritable estat laic fins al segle xx. El secularisme francès a la Il·lustració es basava en el gallicanisme, que posava l'accent en la supremacia de l'estat, així com en l'anticlericalisme i el materialisme. La França revolucionària es va oposar a la influència catòlica al país, i va substituir breument el cristianisme pel culte a la raó.
El primer a utilitzar la paraula ja existent "secularisme" en un sentit modern, va ser l'escriptor agnòstic britànic George Holyoake, el 1851. Considerava que utilitzar el terme "ateisme" era massa excloent, i va buscar un terme que descrivís una postura que advocava per conduir la vida només basant-se en consideracions naturalistes (seculars), però sense rebutjar necessàriament la religió, permetent així la cooperació amb els creients. La definició de secularisme de Holyoake difereix del seu ús pels escriptors posteriors. Com assenyala el lloc web Humanist Heritage, Holyoake proporciona una definició de secularisme "molt semblant a les definicions modernes d'humanisme... més àmplia que l'ateisme". És probable que les definicions més modernes de secularisme pertanyin a la separació de l'església i l'estat més que a les creences personals.
Molts països cristians van començar a experimentar una secularització social durant el segle xx, amb una disminució dels nivells de creences i pràctiques. Els sociòlegs no estan d'acord sobre si això representa una fluctuació periòdica o una tendència més gran cap a l'adopció a llarg termini del secularisme. El principi de Laïcité, la noció francesa de separació estricta, va ser consagrada a la llei el 1905. Després de l'ascens al poder de Mustafa Kemal Atatürk el 1923, el secularisme turc, o laiklik, es va convertir en una ideologia estatal sota el kemalisme, amb l'objectiu de modernitzar el país. La tradició secular de Turquia abans de les reformes d'Atatürk era limitada, i el secularisme turc del segle XX es va inspirar inicialment a la laïcitat francesa. Turquia segueix sent pràcticament l'única nació de majoria musulmana amb un govern laic efectiu, tot i que el secularisme continua sent una ideologia controvertida a Turquia, i el partit governant del país AKP és més antikemalista que antisecularista. L'Índia es va convertir en un estat laic després d'aconseguir la independència el 1947; Mahatma Gandhi va donar suport al secularisme plural com a mitjà per frenar les tensions a la nació religiosament diversa. El model indi de secularisme destacava la igualtat dels ciutadans independentment de la fe davant la llei, juntament amb una certa separació. L'any 1948 es va proclamar la Declaració Universal dels Drets Humans, protegint la llibertat de religió en el dret internacional.

## Estat secularista
En termes polítics, el secularisme és un moviment cap a la separació de poders entre la religió i l'Estat. Això pot referir-se a la reducció dels vincles entre un govern i una religió estatal o majoritària, per reemplaçar les lleis religiones (com Halacà i Xaria) per lleis civils i eliminar la discriminació entre diferents religions. Es diu que això contribueix a la democràcia ja que protegiria els drets de les minories religioses.
La separació entre l'església i l'Estat no és més que una possible estratègia que han d'aplicar els governs seculars. Del democràtic a l'autoritari, aquests governs comparteixen la preocupació de limitar la influència religiosa. Cada Estat pot trobar les seves pròpies receptes polítiques, que poden incloure la separació, la vigilància acurada i la regulació de la religió organitzada com a França o Turquia.
Un impacte important en la idea de llibertat religiosa estatal va provenir dels escrits de John Locke que, en la seva Carta sobre la tolerància, va argumentar a favor de la tolerància religiosa. Va argumentar que el govern ha de tractar tots els ciutadans i totes les religions per igual i que pot restringir les accions, però no la intenció religiosa que hi ha darrere.
El maharajà Ranjeet Singh de l'Imperi sikh de la primera meitat del segle xix va establir amb èxit un govern laic al Panjab. Aquesta regla secular respectava els membres de totes les races i religions i els permetia participar sense discriminació al darbar de Ranjeet Singh i tenia representants sikh, musulmans i hindús al capdavant del darbar. Ranjit Singh també va finançar àmpliament l'educació, la religió i les arts de diverses religions i idiomes.
El secularisme s’associa més sovint a l’època de la Il·lustració a Europa i té un paper important en la societat occidental. Els principis, però no necessàriament les pràctiques, de separació de l'Església i l'Estat als Estats Units o la Laïcité a França es basen en gran manera en el secularisme. Els estats seculars també existeixen al món islàmic.
D'acord amb la creença en la separació de l'Església i l'Estat, els laics solen preferir que els polítics prenguin decisions per raons laiques en comptes de religioses. En aquest sentit, les decisions polítiques relatives a temes com l'avortament, l'anticoncepció, la investigació de cèl·lules mare embrionàries, el matrimoni entre persones del mateix sexe i l'educació sexual solen estar al centre del debat.
Alguns fonamentalistes i erudits cristians s’oposen al secularisme, sovint afirmant que s’està adoptant una ideologia “laïcista radical” en els nostres dies i veuen el secularisme com una amenaça per als “drets cristians” i la seguretat nacional. S'ha argumentat que als Estats Units el concepte de laïcitat ha estat freqüentment mal interpretat. Jacques Berlinerblau va escriure que "el secularisme ha de ser l'isme més incomprès i maltractat del lèxic polític estatunidenc", i que el dret religiós el va equiparar a propòsit amb l'ateisme, el comunisme i altres ideologies des dels anys setanta.
Les forces més importants del fonamentalisme religiós al món contemporani són el fonamentalisme cristià i el fonamentalisme islàmic. Al mateix temps, un flux significatiu de laïcitat ha vingut de les minories religioses que veuen la laïcitat governamental i política com a part integral de la preservació de la igualtat de drets entre les persones de diferents credos.
Alguns dels estats més coneguts que sovint es consideren "constitucionalment laics" són els Estats Units, França, l'Índia, Mèxic, Corea del Sud, encara que cap d'aquestes nacions té formes idèntiques de governança respecte a la religió. Per exemple, a l'Índia, la laïcitat inclou la participació de l'estat i les restriccions religioses, mentre que a França, la laïcitat impedeix la participació de l'estat en la religió.

## Societat secularista
En els estudis de religió, les democràcies modernes es reconeixen generalment com a laiques. Això es deu a la llibertat de religió gairebé completa (les creences religioses generalment no estan subjectes a sancions legals) i la manca d'una autoritat religioss sobre les decisions polítiques. No obstant això, s'ha afirmat en les enquestes dutes a terme pel Pew Research Center que els estatunidencs solen estar més còmodes amb la religió que té un paper important en la vida pública, mentre que a Europa disminueix l'impacte de l'església sobre la vida pública.
La sociologia moderna ha estat, des de Max Weber, sovint preocupada pel problema de l'autoritat en les societats secularitzades i per la secularització com a procés sociològic o històric. Entre els estudiosos del segle xx, que han contribuït a la comprensió d’aquests assumptes, hi ha Karl Löwith, Hans Blumenberg, Peter L. Berger, entre d'altres.
La majoria de les societats esdevenen cada vegada més laiques com a resultat del desenvolupament social, econòmic i del progrés, més que no pas mitjançant les accions d’un moviment secular.